# Тузі-Чурино
Тузі́-Чу́рино (рос. Тузи-Чурино, чув. Туçи Чураккасси) — присілок у складі Красноармійського району Чувашії, Росія. Входить до складу Алманчинського сільського поселення.
Населення — 245 осіб (2010; 309 у 2002).
Національний склад:
- чуваші — 99 %